# LSV Lüben
Der Luftwaffen Sportverein Lüben war ein deutscher Sportverein aus der niederschlesischen Stadt Lüben (heute Lubin, Polen). 

## Geschichte
Die Mannschaft stieg zur Saison 1942/43 aus der 2. Klasse, in die 1. Klasse Niederschlesien auf und wurde dort in die Gruppe Liegnitz eingegliedert sofort Meister. Am Ende dieser Saison stiegen aber sowieso alle Vereine zur nächsten Saison in die Gauliga Niederschlesien auf. Zur Saison 1943/44 dort, wurde der LSV dann am Ende mit 16:4 Punkten zweiter hinter der WSV Liegnitz. In der Saison 1944/45 wurde der Spielbetrieb in der Gruppe des LSV gar nicht mehr aufgenommen. Spätestens am Ende des Zweiten Weltkriegs wurde der Verein dann auch aufgelöst.